# Золота підвіска
Золота́ підві́ска (каз. Алтын алқа) — державна нагорода Республіки Казахстан, що має статус ордена. Заснована у 1993 році.
До 2010 року нею нагороджували матері які народили і виховали десять і більше дітей. З 2010 року Золотою підвіскою нагороджуються матері, які народили і виховали семеро і більше дітей. Нагородження підвіскою проводиться по досягненні сьомою дитиною віку одного року й за наявності в живих інших дітей цієї матері.
При нагородженні Золотою підвіскою враховуються також діти:
- усиновлені матір'ю у встановленому законодавством порядку;
- загиблі чи зниклі безвісти при захисті інтересів Республіки Казахстан, або при виконанні інших службових обов'язків, загиблі внаслідок стихійного лиха або при виконанні громадянського обов'язку по врятуванню людського життя і матеріальних цінностей, у боротьбі зі злочинністю та під час охорони громадського порядку, а також померлі внаслідок поранення, каліцтва або захворювання, отриманих за зазначених обставин, або внаслідок трудового каліцтва чи професійного захворювання.

Багатодітні матері, які нагороджені Золотою підвіскою або отримали раніше звання «Мати-героїня», забезпечуються житловою площею, відповідно до встановлених норм, у першу чергу. Для оплати витрат на утримання житла разом з членами сімей, а також за комунальні послуги виплачується спеціальна державна допомога.